# Hypolepis distans x rugosula
Hypolepis distans x rugosula là một loài dương xỉ trong họ Dennstaedtiaceae. Loài này được Carse mô tả khoa học đầu tiên năm 1929.
Danh pháp khoa học của loài này chưa được làm sáng tỏ. 